# Echeveria carminea
Echeveria carminea är en fetbladsväxtart som beskrevs av Alexander. Echeveria carminea ingår i släktet Echeveria och familjen fetbladsväxter. Inga underarter finns listade i Catalogue of Life.